# Ракитовец (Копар)
Ракитовец (словен. Rakitovec, итал. Acquaviva dei Vena) је насељено место у општини Копар, Обално-крашка регија, Словенија.

## Историја
До територијалне реорганизације у Словенији био је у саставу старе општине Сежана.

## Становништво
У попису становништва из 2011. године, Ракитовец је имао 127 становника.
| Број становника према пописима | Број становника према пописима | Број становника према пописима |
| ------------------------------ | ------------------------------ | ------------------------------ |
| 1991                           | 2002                           | 2011                           |
| 150                            | 145                            | 127                            |

## Галерија
- сеоске куће
- природа